# Вальтер Гартманн
Вальтер Гартманн (нім. Walter Hartmann; нар. 23 липня 1891, Мюльгайм-на-Рурі, Ганноверське королівство — пом. 11 березня 1977, Гамельн, Нижня Саксонія) — німецький воєначальник часів Третього Рейху, генерал артилерії (1944) Вермахту. Кавалер Лицарського хреста з Дубовим листям та мечами (1945).

## Біографія
У 1910 року вступив на військову службу в артилерійський полк. Учасник Першої світової війни. Після демобілізації армії залишений у рейхсвері. У жовтні 1932 року звільнений з армії, направлений військовим радником в армію Китаю. З березня 1934 року — знову на військовій службі в Німеччині. До початку Другої світової війни — командир артилерійського полку.
Учасник Польської і Французької кампаній. З листопада 1940 року — начальник артилерії 52-го армійського корпусу. Учасник німецько-радянської війни. 15 липня 1941 року важко поранений, ампутовані ліва рука і ліва нога. Тривалий час перебував у госпіталі, потім в командному резерві. З травня 1942 року — командир 407-ї дивізії, з вересня 1942 року — командир 390-ї польової навчальної дивізії. З квітня 1943 року — командир 87-ї піхотної дивізії. У лютому-березні 1944 року — командувач 1-м армійським корпусом. У квітні 1944 року — в штабі групи армій «Північ». З травня 1944 року — командувач 49-м гірським корпусом. З вересня 1944 року — командувач 8-м армійським корпусом. З 18 квітня 1945 року — командувач 24-м танковим корпусом.
Після капітуляції Німеччини 8 травня 1945 року потрапив у американський полон. Звільнений з полону в червні 1947 року.

## Нагороди
- Залізний хрест
  - 2-го класу (28 вересня 1914)
  - 1-го класу (30 вересня 1916)
- Нагрудний знак пілота-спостерігача (Пруссія)
- Військовий орден Святого Генріха, лицарський хрест (9 березня 1915)
- Орден Альберта (Саксонія), лицарський хрест 2-го класу з мечами
- Почесний хрест ветерана війни з мечами
- Медаль «За вислугу років у Вермахті» 4-го, 3-го, 2-го і 1-го класу (25 років)
- Застібка до Залізного хреста
  - 2-го класу (21 вересня 1939)
  - 1-го класу (1 жовтня 1939)
- Сертифікат Пошани Головнокомандувача Сухопутних військ Вермахту (30 липня 1941)
- Лицарський хрест Залізного хреста з дубовим листям і мечами
  - Лицарський хрест (10 серпня 1941)
  - Дубове листя (№ 340; 30 листопада 1943)
  - Мечі (№ 139; 18 березня 1945)
- Нагрудний знак «За поранення» в золоті

Військова кар'єра
- жовтень 1910 — фанен-юнкер
- 4 травня 1912 — лейтенант
- березень 1916 — оберлейтенант
- 1 грудня 1931 — гауптман
- 1 жовтня 1932 — майор
- 1 червня 1936 — оберстлейтенант
- 1 червня 1938 — оберст
- 1 жовтня 1941 — генерал-майор
- 1 лютого 1943 — генерал-лейтенант
- 1 травня 1944 — генерал артилерії